# Plioussa
La Plioussa (en russe : Плюсса) est une rivière de Russie, affluent de la rive droite de la Narva, qui coule dans les oblasts de Pskov et de Leningrad.

## Géographie
Après un parcours d'environ 280 kilomètres, elle joint ses eaux à la Narva dans la partie sud du réservoir du Narva.
La ville de Slantsy est située sur son cours.

## Hydrologie
Le bassin de la Plioussa s'étend sur 6 550 kilomètres carrés, et son débit moyen près de la ville de Slantsy est de 50 m3/s.